# Nabil Yalaoui
Nabil Yalaoui, né le 1er mai 1987 à Maghnia en Algérie, est un footballeur algérien évoluant au poste de milieu de terrain.

## Biographie
Il commence sa carrière à 19 ans chez l'IRB Maghnia, club de sa ville natale. Mais il sera vite repéré par le grand club de la région, le WA Tlemcen qui l'enrôle alors âgé de 20 ans à peine. Il sera moyen durant ses deux premières saisons chez le club phare de Tlemcen, mais explosera vraiment lors de la saison 2009-2010 où il joue 28 matchs en inscrivant un but face au champion sortant, l'ES Setif. À la fin de saison, Yalaoui est couturisé par plusieurs grands clubs du Championnat d'Algérie de football tel l'ES Setif ou la JS Kabylie, et même un club suisse, mais il finira par signer à la JS Kabylie un contrat de deux ans.

## Palmarès
- Promotion en D1 Nedjma avec le WA Tlemcen en 2009.